# Olbia (Olaszország)
Olbia település Olaszországban, Szardínia régióban, Olbia-Tempio megyében. Lakosainak száma 61 048 fő (2023. január 1.). Olbia Alà dei Sardi, Golfo Aranci, Monti, Sant’Antonio di Gallura, San Teodoro, Arzachena, Padru, Loiri Porto San Paolo és Telti községekkel határos.
Szardínia északkeleti részén fekszik és a sziget egyik fő települése. Ipari és kereskedelmi központ, az olasz félsziget felé az egyik fő kikötő.
A római korban Olbia-nak, a középkorban Civitának, az újkorban, egész az 1940-es évekig Terranova Pausaniának hívták. A fasiszta időszak óta ismét Olbia a város hivatalos neve.

## Éghajlat
A várost mediterrán éghajlat jellemzi, enyhe, párás telekkel és forró, száraz nyarakkal. 
| Hónap                         | Jan. | Feb. | Már. | Ápr. | Máj. | Jún. | Júl. | Aug. | Szep. | Okt. | Nov. | Dec. | Év   |
| ----------------------------- | ---- | ---- | ---- | ---- | ---- | ---- | ---- | ---- | ----- | ---- | ---- | ---- | ---- |
| Átlagos max. hőmérséklet (°C) | 14,6 | 15,2 | 16,5 | 18,4 | 22,7 | 27,6 | 30,5 | 30,8 | 27,0  | 22,2 | 17,8 | 15,4 | 21,6 |
| Átlagos min. hőmérséklet (°C) | 5,2  | 5,9  | 6,3  | 8,2  | 11,3 | 15,4 | 18,3 | 18,5 | 15,9  | 11,8 | 8,0  | 6,1  | 10,9 |
| Átl. csapadékmennyiség (mm)   | 47   | 73   | 63   | 56   | 37   | 18   | 6    | 28   | 41    | 58   | 56   | 98   | 582  |
| Havi napsütéses órák száma    | 127  | 138  | 186  | 213  | 279  | 312  | 360  | 316  | 249   | 195  | 138  | 118  | 2631 |
| Forrás: Aeronautica Militare  |      |      |      |      |      |      |      |      |       |      |      |      |      |

## Népesség
A település lakossága az elmúlt években az alábbi módon változott:
| Lakosok száma | 59 566 | 60 261 | 61 048 |
|               | 2016   | 2018   | 2023   |